# Route nationale 829
Die Route nationale 829, kurz N 829 oder RN 829, war eine französische Nationalstraße, die von 1933 bis 1973 zwischen Dreux und Nogent-le-Roi verlief. Ihre Gesamtlänge betrug 18 Kilometer.